# Handball Casarano
Le Handball Casarano est un club de handball situé à Casarano en Italie.

## Palmarès
- Championnat d'Italie (3) : 2007, 2008 et 2009
- Coupe d'Italie (2) :  2007 et 2008
- Supercoupe d'Italie (2) :  2008 et 2009